# Brando Caruso
Brando Caruso (11 aprile 1996) è uno sciatore nautico italiano.

## Palmarès
- Giochi del Mediterraneo

Tarragona 2018: oro nello slalom.